# Afrikanska mästerskapet i futsal 2004
Afrikanska mästerskapet i futsal 2004 var det tredje kontinentala mästerskapet i Afrika i bollsporten futsal, för CAF-landslag. Mästerskapet avgjordes under perioden 9–3 september 2004.
Egypten var regerande mästare från det föregående mästerskap 2000, och lyckades försvara sin titel, som blev deras tredje titel i rad. Mästerskapet var en del av kvalspelet till Världsmästerskapet i futsal 2004 i Taiwan, där Afrika (CAF) var tilldelade en plats.

## Resultat
| Kvartsfinaler (spelades 9 juli och 13 juli) | Kvartsfinaler (spelades 9 juli och 13 juli) | Kvartsfinaler (spelades 9 juli och 13 juli) | Kvartsfinaler (spelades 9 juli och 13 juli) | Kvartsfinaler (spelades 9 juli och 13 juli) |
| ------------------------------------------- | ------------------------------------------- | ------------------------------------------- | ------------------------------------------- | ------------------------------------------- |
| Lag 1                                       | Totalt                                      | Lag 2                                       | Möte 1                                      | Möte 2                                      |
| Egypten                                     | 19–3                                        | Sydafrika                                   | 11–1                                        | 8–2                                         |
| Sudan                                       | (WO)                                        | Marocko                                     |                                             |                                             |
| Kap Verde                                   | (WO)                                        | Guinea-Bissau                               |                                             |                                             |
| Kamerun                                     | (WO)                                        | Moçambique                                  |                                             |                                             |

| Semifinaler (spelades 31 juli och 15 augusti) | Semifinaler (spelades 31 juli och 15 augusti) | Semifinaler (spelades 31 juli och 15 augusti) | Semifinaler (spelades 31 juli och 15 augusti) | Semifinaler (spelades 31 juli och 15 augusti) |
| --------------------------------------------- | --------------------------------------------- | --------------------------------------------- | --------------------------------------------- | --------------------------------------------- |
| Lag 1                                         | Totalt                                        | Lag 2                                         | Möte 1                                        | Möte 2                                        |
| Egypten                                       | 11–3                                          | Marocko                                       | 7–0                                           | 4–3                                           |
| Guinea-Bissau                                 | (WO)                                          | Moçambique                                    |                                               |                                               |

Matchen om tredjepris mellan Marocko och Guinea-Bissau ställdes in då Guinea-Bissau lämnade walk over.
| Finaler (spelades 27 augusti och 3 september) | Finaler (spelades 27 augusti och 3 september) | Finaler (spelades 27 augusti och 3 september) | Finaler (spelades 27 augusti och 3 september) | Finaler (spelades 27 augusti och 3 september) |
| --------------------------------------------- | --------------------------------------------- | --------------------------------------------- | --------------------------------------------- | --------------------------------------------- |
| Lag 1                                         | Totalt                                        | Lag 2                                         | Möte 1                                        | Möte 2                                        |
| Egypten                                       | 13–7                                          | Moçambique                                    | 10–2                                          | 3–5                                           |